# Зоодохос Пиги (дем Кожани)
Зоодохос Пиги (на гръцки: Ζωοδόχος Πηγή) е село в Гърция, в дем Кожани, област Западна Македония. 

## География
Селото е разположено на 1300 m надморска височина, на 4 km северно от Полимилос (Хадова), в южните склонове на Каракамен (Вермио)]. В центъра на селото има пещера, която се използва за водоснабдяване на района.

## История
Според Тодор Симовски селото е основано на мястото на стар манастир. Зоодохос Пиги в превод означана „Животворящ източник“. Регистрирано е за пръв път в 1961 година.
| Година    | 1913 | 1920 | 1928 | 1940 | 1951 | 1961 | 1971 | 1981 | 1991 | 2001 | 2011 | 2021 |
| --------- | ---- | ---- | ---- | ---- | ---- | ---- | ---- | ---- | ---- | ---- | ---- | ---- |
| Население |      |      |      |      |      | 30   | 3    | 25   | 23   | 6    | 3    | 3    |